# セイント・マーティン・クレーター
座標: 北緯51度47分 西経98度32分 / 北緯51.783度 西経98.533度
セイント・マーティン・クレーターはカナダ・マニトバ州にある直径約40kmのクレーター。マニクアガン・クレーター、ロシュショール・クレーター、オボロン・クレーター、レッド・ウイング・クレーターと合わせて、2億1,400万年前に破砕した天体の衝突によって生じた連鎖クレーターであると推定されている。このクレーターはほとんど地表に露出していない。